# Festival Internacional de Cortometrajes y Cine Alternativo de Benalmádena
El Festival Internacional de Cortometrajes y Cine Alternativo de Benalmádena (FICCAB) es un festival de cine celebrado anualmente desde 1998 en la localidad malagueña de Benalmádena (España), dedicado, como su nombre indica, al cine alternativo y en especial al corto. El festival se desarrolla entre los mes de octubre y noviembre, en estos días en los distintos espacios culturales del municipio de proyectan los diferentes cortos y películas que han presentado su candidatura a este premio.

## Historia
El Festival internacional de cortometrajes y cine alternativo de Benalmádena empezó su andadura en el año 1998, gracias al esfuerzo de la Asociación Cinematográfica de Benalmádena y el apoyo constitucional del Ayuntamiento de Benalmádena.
Este festival comenzó de forma muy tímida su andadura, cuya repercusión fue creciendo a medida que pasaban las ediciones llegándose a premiar a actores como Karra Elejalde, Loles León o Fernando Guillen. Los distintos premios que podemos encontrar en este festival son: 

- Premio Internacional “Ciudad de Benalmádena”
- Premio de Dirección “Ciudad de Benalmádena”
- Premio de interpretación “Ciudad de Benalmádena”
- Premio de “Una vida de cine” “Ciudad de Benalmádena”
- Premio mejor serie de ficción “Ciudad de Benalmádena”
- Premio Cortomán

El festival se estuvo realizando hasta el año 2009 que con el comienzo de la crisis económica, y la gran deuda que acarreaba el ayuntamiento de Benalmádena, se tuvo que suspender el festival de forma indefinida. Fue en el año 2016 cuando por iniciativa del propio ayuntamiento se decide recuperar el festival de cine el cual sigue realizándose hasta el día de hoy.

## Premiados
- Premio Internacional Ciudad de Benalmádena:
  - 2009: Richard Lester
  - 2008: István Szabó
  - 2007: Humberto Solás
  - 2004: Guillermo del Toro

- Premio Dirección Ciudad de Benalmádena
  - 2009: Borja Cobeaga
  - 2008: Sergio Cabrera
  - 2007: David y Tristán Ulloa
  - 2004: Imanol Uribe
  - 2002: Miguel Litting
  - 2001: Joaquín de Almeida

- Premio Interpretación Ciudad de Benalmádena
  - 2009: Loles León
  - 2008: Malena Alterio y Esperanza Pedreño
  - 2007: Cuca Escribano
  - 2004: Luis Tosar
  - 2002: Karra Elejalde
  - 2001: Emilio Gutiérrez Caba

- Premio "Una vida de cine" Ciudad de Benalmádena
  - 2023: Ana Belén
  - 2009: María Asquerino
  - 2008: Miguel Picazo
  - 2007: Julio Diamante
  - 2004: Jesús Franco
  - 2002: Fernando Guillén
  - 2001: Juanma Bajo Ulloa

- Premio Mejor Serie de Ficción Ciudad de Benalmádena
  - 2016: Allí abajo
  - 2011: El barco
  - 2009: Doctor Mateo
  - 2008: Cuestión de sexo
  - 2007: Los hombres de Paco
  - 2006: Camera Café
  - 2004: Aquí no hay quien viva

- Premio Cortomán
  - 2009: Pepe Jordana
  - 2008: Enrique García
  - 2007: Fotogramas y Juan Domínguez
  - 2004: Toma 27